# Viguiera benzorium
Viguiera benzorium là một loài thực vật có hoa trong họ Cúc. Loài này được B.L.Turner miêu tả khoa học đầu tiên năm 1987.